# Адамс, Чарльз Фрэнсис IV
Чарльз Фрэнсис Адамс IV (англ. Charles Francis Adams IV; 2 мая 1910, Бостон, Массачусетс, США — 5 января 1999, Довер, Массачусетс, США) — американский промышленник электроники, предприниматель, президент компании Raytheon, офицер военно-морского флота Соединённых Штатов, праправнук 6-го президента США Джона Куинси Адамса и прапраправнук 2-го президента США Джона Адамса.

## Биография

### Ранние годы и образование
Чарльз Фрэнсис Адамс IV родился 2 мая 1910 года в Бостоне в семье военно-морского министра Соединённых Штатов Чарльза Фрэнсиса Адамса III (1866—1954) и его жены Фрэнсис Ловеринг (1869—1956), таким образом он был потомком президентов США Джона Адамса и Джона Куинси Адамса. Он посещал школу Святого Марка, окончил Гарвардский колледж в 1932 году и поступил в Гарвардскую высшую школу делового администрирования.

### Карьера
Чарльз Фрэнсис Адамс IV был зачислен мичманом в Военно-морской резерв 23 июня 1932 года и был произведён в лейтенанты (младший класс) 23 июня 1937 года. Он служил на действительной службе во время Второй мировой Войны. 1 мая 1943 года Адамсу было присвоено звание капитан-лейтенанта, а 1 марта 1944 года — коммандера. Он принял командование эскортным миноносцем «USS Уильям Сиверлинг», когда он был введён в строй 1 июня 1944 года. «Сиверлинг» проводил противолодочные операции на Тихоокеанском театре военных действий, подвергался воздушным атакам у Окинавы и участвовал в освобождении Филиппин. Он оставил службу в 1946 году.
Он занимал пост первого президента Raytheon Company с 1948 по 1960 год, а затем снова с 1962 по 1964 год. Он занимал пост её председателя с 1960 по 1962 год, а затем снова с 1964 по 1972 год. За время его пребывания в должности Raytheon превратилась из производителя транзисторов и вакуумных ламп в производителя ракет и радиолокационных систем военного назначения и систем связи.

### Личная жизнь
Чарльз Фрэнсис Адамс IV был женат дважды. Его первой женой было Маргарет Стоктон, от которой у него было трое детей: Эбигейл, Элисон и Тимоти. Его второй женой была Беатриче Д. Пенати, от которой у него был пасынок — Джаннотто Пенати.
Чарльз Фрэнсис Адамс IV был избран членом Американской академии искусств и наук в 1959 году. Ему были присвоены почётные степени Суффолкского университета, Северо-Восточного университета, Бейтс-колледжа и Университета Тафтса.

### Смерть
Чарльз Фрэнсис Адамс IV умер 5 января 1999 года в Довере, Массачусетс в возрасте 88 лет. На его момент смерти у него было в общей сложности 9 внуков и 18 правнуков.